# Marianne Löfgren
Marianne Löfgren, née le 24 février 1910 à Stockholm et morte le 4 septembre 1957 dans la même ville, est une actrice suédoise de cinéma.

## Filmographie partielle
- 1933 : Vad veta väl männen? d'Edvin Adolphson
- 1939 : Une seule nuit de Gustaf Molander
- 1940 : Quand la chair est faible de Per Lindberg
- 1943 : Jag dräpte d'Olof Molander
- 1943 : Elvira Madigan (en) d'Åke Ohberg (en)
- 1946 : Crise d'Ingmar Bergman
- 1947 : La Femme sans visage de Gustaf Molander
- 1947 : Trafic de femmes d'Arnold Sjöstrand
- 1949 : La Prison d'Ingmar Bergman
- 1950 : Fästmö uthyres de Gustaf Molander
- 1950 : La Fille aux jacinthes de Hasse Ekman
- 1952 : Trots de Gustaf Molander